# Aspergillus insulicola
Aspergillus insulicola är en svampart som beskrevs av Montem. & A.R. Santiago 1975. Aspergillus insulicola ingår i släktet Aspergillus och familjen Trichocomaceae.   Inga underarter finns listade i Catalogue of Life.